# Morogoro (region)

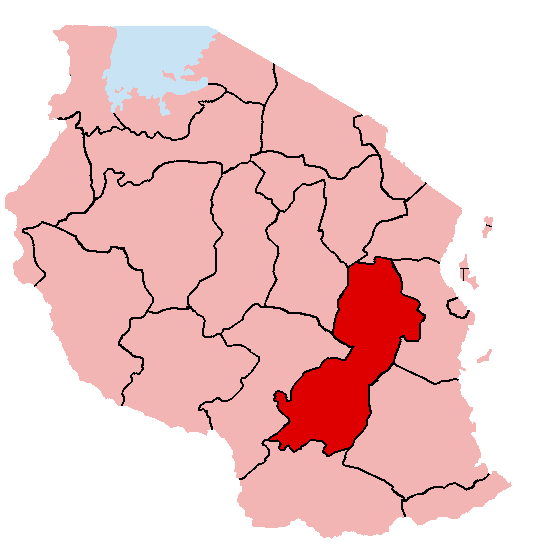
Morogororegionens läge i Tanzania.

Morogoro är en av Tanzanias 26 regioner, och omfattar områden i de östra och södra delarna av landet. Administrativ huvudort är staden Morogoro. Den har en beräknad folkmängd av 2 068 427 invånare 2009 på en yta av 70 799 km².. Selous viltreservat täcker stora delar av regionens östra del. 

## Administrativ indelning
Regionen är indelad i sex distrikt:
- Kilombero
- Kilosa
- Morogoro landbygd
- Morogoro stad
- Mvomero
- Ulanga

## Urbanisering
Regionens urbaniseringsgrad beräknas vara 29,95 % år 2009, vilket är en uppgång från 29,53 % året innan. Den största staden är Morogoro, och regionen har ytterligare nio orter med över 10 000 invånare. 
| Ort      | Distrikt      | Yta (km²)     | Invånarantal 2002 |
| -------- | ------------- | ------------- | ----------------- |
| Morogoro | Morogoro stad | Ingen uppgift | 209 058           |
| Ifakara  | Kilombero     | Ingen uppgift | 41 606            |
| Kilosa   | Kilosa        | 171,21        | 26 060            |
| Kidodi   | Kilosa        | Ingen uppgift | 21 289            |
| Kidatu   | Kilombero     | Ingen uppgift | 17 197            |
| Gairo    | Kilosa        | Ingen uppgift | 16 982            |
| Mlimba   | Kilombero     | Ingen uppgift | 13 740            |
| Mtibwa   | Mvomero       | Ingen uppgift | 12 576            |
| Mikumi   | Kilosa        | Ingen uppgift | 11 778            |
| Kimamba  | Kilosa        | 20,27         | 10 537            |